# Герхард III (граф Гелдерна)
Герхард III (нем. Gerhard III. von Geldern; ок. 1185 — 22 октября 1229) — граф Гелдерна и Зютфена с 1207 года из династии Вассенбергов. Сын графа Оттона I.
В 1206 году женился на Маргарите, дочери брабантского герцога Генриха I, свояченице императора Оттона IV. Дети:
- Оттон II (ок.1215 −1271), граф Гелдерна
- Генрих III (ум. 1285), граф Гелдерна, епископ Льежа
- Маргарита (ум. до 1251)
- Рикарда (ум. 1293/98), муж - Вильгельм IV, граф Юлиха  (ок. 1210 — 16 марта 1278)

Путём приобретения права таможенных сборов в ряде рейнских областей и епископстве Утрехт Герхард значительно укрепил экономическое положение своего графства. Он враждовал с Голландией, Брабантом, архиепископами Кёльна. В германских делах поддерживал Штауфенов.